# Medibank International Sydney 2011
Das Medibank International Sydney 2011 war ein Tennisturnier der WTA Tour 2011 für Damen und ein Tennisturnier der ATP World Tour 2011 für Herren in Sydney. Das Turnier fand zeitgleich mit dem Damentennisturnier Moorilla Hobart International in Auckland und dem Herrenturnier Heineken Open in Auckland vom 9. bis zum 14. Januar 2011 statt.
Titelverteidiger im Einzel waren Marcos Baghdatis bei den Herren sowie Jelena Dementjewa bei den Damen. Im Herrendoppel die Paarung Daniel Nestor und Nenad Zimonjić, im Damendoppel die Paarung Cara Black und Liezel Huber die Titelverteidiger.
Bei den Damen hat das Einzel die chinesische Spielerin Li Na gewonnen. Sie setzte sich gegen Kim Clijsters mit 7:6, 6:3 durch. Im Doppel gewann die Paarung Iveta Benešová / Barbora Záhlavová-Strýcová mit 4:6, 6:4, [10:7] gegen die Paarung Květa Peschke / Katarina Srebotnik.

## Herrenturnier
→ Qualifikation: Medibank International Sydney 2011/Herren/Qualifikation

## Damenturnier
→ Qualifikation: Medibank International Sydney 2011/Damen/Qualifikation